# كادزوناري كوغا
كادْزُناري كوگَ (باليابانية: 古賀 一成) (17 أبريل 1972 في شيزوكا في اليابان – )؛ هو لاعب كرة قدم ياباني سابق كان يلعب كلاعب وسط.

## وصلات خارجية
- كادزوناري كوغا على موقع رابطة كرة القدم اليابانية للمحترفين (اليابانية)
- كادزوناري كوغا على موقع عالم كرة القدم.نت (الإنجليزية)